# Gaianes
Gaianes község Spanyolországban, Alicante tartományban. Lakosainak száma 553 fő (2024). Gaianes Alcocer de Planes, Beniarrés, Beniatjar, Muro de Alcoy, Otos és Planes községekkel határos.

## Népesség
A település lakosságának változását az alábbi diagram mutatja:
| Lakosok száma | 316  | 344  | 347  | 378  | 442  | 449  | 452  | 452  | 505  | 553  |
|               | 2001 | 2004 | 2006 | 2009 | 2011 | 2014 | 2016 | 2019 | 2021 | 2024 |